# Makam (Cameroun)
Makam est un village du Cameroun situé dans le département du Noun et la Région de l'Ouest. Il fait partie de l'arrondissement de Njimom et comprend 6 quartiers : Chefferie, Mahlam, Choutssen, Mapouoche, Njitigwat et Mabibi[réf. nécessaire].

## Population
En 1966-1967, la localité comptait 477 habitants, principalement Bamoun. 
Lors du recensement de 2005, on y a dénombré 713 personnes.